# Emporium (Pensilvânia)
Emporium é um distrito localizado no estado norte-americano de Pensilvânia, no Condado de Cameron.

## Demografia
Segundo o censo norte-americano de 2000, a sua população era de 2526 habitantes.
Em 2006, foi estimada uma população de 2299, um decréscimo de 227 (-9.0%).

## Geografia
De acordo com o United States Census Bureau tem uma área de
1,9 km², dos quais 1,9 km² cobertos por terra e 0,0 km² cobertos por água. Emporium localiza-se a aproximadamente 315 m acima do nível do mar.

## Localidades na vizinhança
O diagrama seguinte representa as localidades num raio de 36 km ao redor de Emporium.